# El mag
El mag (títol original en anglès The Wiz) és una comèdia musical estatunidenca de Charlie Smalls, llibret de William F. Brown, creada al Majestic Theatre de Broadway el 1975.
Inspirada de la novel·la de L. Frank Baum, el Mag d'Oz, ha estat objecte d'una adaptació cinematogràfica el 1978 amb Diana Ross i Michael Jackson.

## Argument
Dorothy és una institutriu novaiorquesa de 24 anys, tímida i reservada, que és portada per un tornado al país d'Oz on haurà d'aprendre a conèixer-se ella mateixa.

## Repartiment
- Stephanie Mills: Dorothy
- Hinton Battle: L'espantaocells (Scarecrow)
- Tiger Haynes: L'home de fer blanc (Tinman)
- Ted Ross: el lleó
- André De Shields: el magic d'Oz (The Wiz)
- Dee Dee Bridgewater: Glinda
- Mabel King: Evillene
- Clarice Taylor: Addaperle
- Tasha Thomas: Tia Em

## Números musicals

### Acte 1
- The Feeling We Once Had - Aunt Em
- Tornado Ballet - Company
- He's the Wizard - Addaperle and Munchkins
- Soon as I Get Home - Dorothy
- I Was Born on the Day Before Yesterday - Scarecrow and Crows
- Ease on Down the Road - Dorothy, Scarecrow and Yellow Brick Road
- Slide Some Oil to Me - Tinman, Dorothy and Scarecrow
- Mean Ole Lion - Lion
- Kalidah Battle - Dorothy, Scarecrow, Tinman, Lion, Kalidahs and Yellow Brick Road
- Be a Lion - Dorothy and Lion
- Lion's Dream - Lion and Poppies
- Emerald City Ballet (Psst) - Dorothy, Scarecrow, Tinman, Lion and Company
- So You Wanted to Meet the Wizard - The Wiz
- To Be Able to Feel (What Would I Do If I Could Feel) - Tinman

### Acte 2
- No Bad News - Evillene
- Funky Monkeys - Monkeys
- Everybody Rejoice - Dorothy, Scarecrow, Tinman, Lion and Winkies
- Who Do You Think You Are? - Dorothy, Scarecrow, Tinman i Lion
- Believe in Yourself - The Wiz
- Y'all Got It! - The Wiz
- A Rested Body Is a Rested Mind - Glinda
- Believe in Yourself (Represa) - Glinda
- Home - Dorothy

## Premis i nominacions
- Premis Tony 1975: Millor comèdia musical, millor adaptació d'un llibret en comèdia musical, millor partitura original, millor artista secundari (Ted Ross), millor actriu secundària (Dee Dee Bridgewater), millor vestuari, millor coreografia, millor posada en escena.